# Supercopa espanyola de bàsquet femenina 2022
La Supercopa LF Endesa 2022 fou la vintena edició de la Supercopa espanyola de bàsquet. La competició se celebrà el 8 i 9 d'octubre de 2022 al Pavelló Mendizorrotza de Vitoria-Gasteiz i fou organitzada per la Federació Espanyola de Basquetbol. Hi participaren quatre equips, el Perfurmerias Avenida, com a campió de la Lliga femenina 2022, l'Spar Girona, com a campió de la Copa de la Reina 2022, el Valencia Basket, segon classificat de la lliga, i el Kutxabank Araski, com equip amfitrió. El torneig es disputà en format de final a quatre, amb semifinals i final.
Es proclamà campió l'Spar Girona, que aconseguí el seu tercer títol. Individualment, destacà l'actuació de l'alera americana Rebekah Gardner, que fou escollida MVP de la final.

## Quadre de competició
|  | Semifinals            | Semifinals      |                       |    | Final | Final |
|  |                       |                 |                       |    |       |       |
|  | 8 d'octubre 20:30 CET |                 |                       |    |       |       |
|  |                       |                 |                       |    |       |       |
|  | Kutxabank Araski      | 69              |                       |    |       |       |
|  | Kutxabank Araski      | 69              | 9 d'octubre 20:00 CET |    |       |       |
|  | Spar Girona           | 76              |                       |    |       |       |
|  | Spar Girona           | 76              | Spar Girona           | 70 |       |       |
|  | 8 d'octubre 18:00 CET |                 | Spar Girona           | 70 |       |       |
|  |                       | Valencia Basket | 65                    |    |       |       |
|  | Valencia Basket       | Valencia Basket | 65                    | 83 |       |       |
|  | Valencia Basket       |                 |                       | 83 |       |       |
|  | Perfumerias Avenida   | 71              |                       |    |       |       |
|  | Perfumerias Avenida   | 71              |                       |    |       |       |

## Semifinals

### Kutxabank Araski vs Spar Girona
L'Spar Girona es classificà per la seva sisena final després de derrotar per 76 a 69 al Kutxabank Araski. Destacaren l'actuació de l'alera americana Rebekah Gardner, amb 16 punts i 17 de valoració, per part gironina, i Tanaya Atkinson amb 16 punts i 23 de valoració per part de l'equip basc.
| 8 d'octubre de 2022 Informe Partit | Kutxabank Araski                                                                             | 69–76 | Spar Girona                                                                   | Pavelló de Mendizorrotza, Vitoria-Gasteiz Assistència: 2.000 espectadors Àrbitres: Ángel de Lucas, Pol Franquesa i María Cortes |
| 8 d'octubre de 2022 Informe Partit | Resultats per quarts: 9-18, 22-18, 20-23, 18-17                                              |       |                                                                               | Pavelló de Mendizorrotza, Vitoria-Gasteiz Assistència: 2.000 espectadors Àrbitres: Ángel de Lucas, Pol Franquesa i María Cortes |
| 8 d'octubre de 2022 Informe Partit | Pts: Holopainen, Chagas 18 Rebs: Alarcón, Atkinson 6 Assist: Van den Adel 5 Val: Atkinson 23 |       | Pts: Gardner 16 Rebs: Bradford, Labuckienė 5 Assist: Flores 8 Val: Gardner 17 | Pavelló de Mendizorrotza, Vitoria-Gasteiz Assistència: 2.000 espectadors Àrbitres: Ángel de Lucas, Pol Franquesa i María Cortes |

### Valencia Basket vs Perfumerias Avenida
| 8 d'octubre de 2022 18:00 CET Informe Notícia Partit | Valencia Basket                                                    | 83–71 | Perfumerias Avenida                                                                  | Pavelló de Mendizorrotza, Vitoria-Gasteiz Assistència: 2.000 espectadors Àrbitres: Jacobor Rial, Francisco Javier Bravo i Rodrigo Palanca |
| 8 d'octubre de 2022 18:00 CET Informe Notícia Partit | Resultats per quarts: 17-12, 19-31, 27-13, 20-15                   |       |                                                                                      | Pavelló de Mendizorrotza, Vitoria-Gasteiz Assistència: 2.000 espectadors Àrbitres: Jacobor Rial, Francisco Javier Bravo i Rodrigo Palanca |
| 8 d'octubre de 2022 18:00 CET Informe Notícia Partit | Pts: Salvadores 31 Rebs: Cox 8 Assist: Ouviña 5 Val: Salvadores 38 |       | Pts: Rodríguez 11 Rebs: Mc Call 11 Assist: Jefferson 4 Val: Mc Call, Reisingerova 14 | Pavelló de Mendizorrotza, Vitoria-Gasteiz Assistència: 2.000 espectadors Àrbitres: Jacobor Rial, Francisco Javier Bravo i Rodrigo Palanca |

## Final
| 9 d'octubre de 2022 20:00 CET Informe Partit | Spar Girona                                                                       | 70–65 | Valencia Basket                                              | Pavelló de Mendizorrotza, Vitoria-Gasteiz Àrbitres: Angel de Lucas, Jacobo Rial i Sandra Sánchez González |
| 9 d'octubre de 2022 20:00 CET Informe Partit | Resultats per quarts: 22-13, 15-19, 16-21, 17-12                                  |       |                                                              | Pavelló de Mendizorrotza, Vitoria-Gasteiz Àrbitres: Angel de Lucas, Jacobo Rial i Sandra Sánchez González |
| 9 d'octubre de 2022 20:00 CET Informe Partit | Pts: Murphy 15 Rebs: Flores, Etxarri 5 Assist: Cornelius, Etxarri 2 Val: Flores15 |       | Pts: Carrera 18 Rebs: Cox 7 Assist: Ouviña 6 Val: Carrera 19 | Pavelló de Mendizorrotza, Vitoria-Gasteiz Àrbitres: Angel de Lucas, Jacobo Rial i Sandra Sánchez González |

| Spar Girona | Valencia Basket |

| #            | Jugadora          | Pts | Rbs. | Ass. | Val. |
| ------------ | ----------------- | --- | ---- | ---- | ---- |
| 1            | Laura Cornelius   | 3   | 0    | 2    | -1   |
| 2            | Binta Drammeh     | 2   | 0    | 0    | -1   |
| 8            | María Araújo      | 7   | 2    | 0    | 3    |
| 10           | Laia Flores       | 12  | 5    | 1    | 15   |
| 11           | Shay Murphy       | 15  | 4    | 0    | 13   |
| 12           | Marianna Tolo     | 6   | 2    | 0    | 3    |
| 22           | Faustine Parra    | N/D | N/D  | N/D  | N/D  |
| 24           | Irati Etxarri     | 2   | 5    | 0    | 9    |
| 35           | Rebekah Gardner   | 13  | 0    | 1    | 14   |
| 54           | Crystal Bradford  | 2   | 4    | 1    | 4    |
| 77           | Giedrė Labuckienė | 8   | 4    | 1    | 9    |
| Total        | Total             | 70  | 26   | 8    | 68   |
| Entrenador   |                   |     |      |      |      |
| Bernat Canut |                   |     |      |      |      |

| Campió de la Supercopa LF Endesa 2022 |
| ------------------------------------- |
| Spar Girona Tercer títol              |
| MVP                                   |
| Rebekah Gardner                       |

| #            | Jugadora            | Pts | Rbs. | Ass. | Val. |
| ------------ | ------------------- | --- | ---- | ---- | ---- |
| 1            | Eleanna Christinaki | 0   | 0    | 0    | -1   |
| 3            | Alba Torrens        | N/D | N/D  | N/D  | N/D  |
| 5            | Cristina Ouviña     | 5   | 2    | 6    | 2    |
| 7            | Ángela Salvadores   | 8   | 1    | 2    | 6    |
| 9            | Queralt Casas       | 8   | 5    | 1    | 9    |
| 10           | Leticia Romero      | 7   | 2    | 4    | 8    |
| 12           | Laia Lamana         | 3   | 0    | 1    | -1   |
| 13           | Noa Morro           | N/D | N/D  | N/D  | N/D  |
| 14           | Raquel Carrera      | 18  | 8    | 0    | 19   |
| 15           | Lauren Cox          | 6   | 7    | 0    | 8    |
| 21           | Marie Gülich        | 7   | 5    | 1    | 9    |
| 23           | Awa Fam             | 3   | 2    | 0    | 3    |
| Total        | Total               | 65  | 32   | 15   | 62   |
| Entrenador   |                     |     |      |      |      |
| Rubén Burgos |                     |     |      |      |      |